# Guillermo del Toro
Guillermo del Toro Gómez (* 9. října 1964, Guadalajara) je mexický filmový režisér a scenárista. Věnuje se vědeckofantastickému a horrorovému žánru.

## Život
O film se začal zajímat už jako osmiletý, jeho inspirátorem byl filmový maskér Dick Smith. Absolvoval Centro de Investigación y Estudios Cinematográficos v Guadalajaře, natáčel krátkometrážní filmy ve vlastní produkční společnosti Necropia. V roce 1986 spoluzakládal Guadalajarský filmový festival. Koncem osmdesátých let režíroval spolu s Alfonsem Cuarónem mysteriózní televizní seriál La Hora Marcada. Díky úspěchu filmu Stroj času (v originále Cronos) získal angažmá v Hollywoodu. Zfilmoval komiks Hellboy (hlavní roli hrál Ron Perlman), akční film Blade 2 natáčel v Praze. Film Faunův labyrint, spojující dětský pohled na občanskou válku ve Španělsku s prvky fantasy, získal v roce 2007 nominaci na Oscara.
Žije ve městě Agoura Hills (Kalifornie) s manželkou Lorenzou Newtonovou a dvěma dětmi. V roce 2009 vydal román o upírech Nocturna. Je autorem počítačové hry Hellboy: The Science of Evil, režíroval úvodní scénu XXIV. čarodějnického dílu animovaného seriálu Simpsonovi.

## Filmografie

### jako režisér
| Rok       | Název                                | Poznámky                        |
| --------- | ------------------------------------ | ------------------------------- |
| 1985      | Doña Lupe                            | krátkometrážní film             |
| 1986–1989 | Hora Marcada                         | 5 dílů                          |
| 1987      | Geometria                            | krátkometrážní film             |
| 1993      | Stroj času                           |                                 |
| 1997      | Mimic                                |                                 |
| 2001      | Princ bez království (Ďáblova páteř) |                                 |
| 2002      | Blade 2                              |                                 |
| 2004      | Hellboy                              |                                 |
| 2006      | Faunův labyrint                      |                                 |
| 2008      | Hellboy 2: Zlatá armáda              |                                 |
| 2013      | Pacific Rim – Útok na Zemi           |                                 |
| 2013      | Simpsonovi                           | díl: „Treehouse of Horror XXIV“ |
| 2014–2017 | Agresivní virus                      | 4 díly                          |
| 2015      | Purpurový vrch                       |                                 |
| 2016–2018 | Lovci trolů od Guillerma Del Toro    | 2 díly                          |
| 2017      | Tvář vody                            |                                 |

### jako scenárista
| Rok       | Název                                | Poznámky                                                            |
| --------- | ------------------------------------ | ------------------------------------------------------------------- |
| 1985      | Doña Lupe                            | krátkometrážní film                                                 |
| 1986–1989 | Hora Marcada                         | 4 díly                                                              |
| 1987      | Geometria                            | krátkometrážní film                                                 |
| 1993      | Stroj času                           | spolupráce s Matthewem Robbinsem                                    |
| 1997      | Mimic                                |                                                                     |
| 2001      | Princ bez království (Ďáblova páteř) | spolupráce s David Muñozem a Antoniem Trashorrasem                  |
| 2004      | Hellboy                              | spolupráce s Peterem Briggsem                                       |
| 2006      | Faunův labyrint                      |                                                                     |
| 2008      | Hellboy 2: Zlatá armáda              | spolupráce s Mike Mignola                                           |
| 2010      | Nebojte se tmy                       | spolupráce s Matthewem Robbinsem                                    |
| 2012      | Hobit: Neočekávaná cesta             | spolupráce s Franem Walshem, Philippou Boyensem a Peterem Jacksonem |
| 2013      | Pacific Rim – Útok na Zemi           | spolupráce s Travisem Beachamem                                     |
| 2013      | Hobit: Šmakova dračí poušť           | spolupráce s Franem Walshem, Philippou Boyensem a Peterem Jacksonem |
| 2014      | Agresivní virus                      | díl: „Night Zero“                                                   |
| 2014      | Hobit: Bitva pěti armád              | spolupráce s Franem Walshem, Philippou Boyensem a Peterem Jacksonem |
| 2015      | Purpurový vrch                       | spolupráce s Matthewem Robbinsem                                    |
| 2016–2018 | Lovci trolů od Guillerma Del Toro    | 2 díly                                                              |
| 2017      | Tvář vody                            | spolupráce s Vanessou Taylor                                        |

### jako producent
| Rok  | Název                                | Poznámky            |
| ---- | ------------------------------------ | ------------------- |
| 1987 | Geometria                            | krátkometrážní film |
| 1998 | Un Embrujo                           |                     |
| 2001 | Princ bez království (Ďáblova páteř) |                     |
| 2004 | Kronika smrti                        |                     |
| 2006 | Faunův labyrint                      |                     |
| 2008 | Cosas insignificantes                |                     |
| 2008 | Drsňák a frajer                      |                     |
| 2009 | Rabia                                |                     |
| 2010 | Los ojos de Julia                    |                     |
| 2010 | Nebojte se tmy                       |                     |
| 2013 | Pacific Rim – Útok na Zemi           |                     |
| 2014 | Kniha života                         |                     |
| 2015 | Purpurový vrch                       |                     |
| 2017 | Tvář vody                            |                     |
| 2018 | Pacific Rim: Povstání                |                     |

### jako výkonný producent
| Rok       | Název                             | Poznámky            |
| --------- | --------------------------------- | ------------------- |
| 1985      | Doña Lupe                         | krátkometrážní film |
| 1985      | Doña Herlinda y su Hijo           |                     |
| 2002      | Asesino en Serio                  |                     |
| 2007      | Sirotčinec                        |                     |
| 2008      | Svědkem zločinu                   |                     |
| 2009      | Splice                            |                     |
| 2011      | Kung Fu Panda 2                   |                     |
| 2011      | Kocour v botách                   |                     |
| 2012      | The Captured Bird                 | krátkometrážní film |
| 2012      | Legendární parta                  |                     |
| 2013      | Mama                              |                     |
| 2014–2017 | Agresivní virus                   | také tvůrce         |
| 2016      | Kung Fu Panda 3                   |                     |
| 2016–2018 | Lovci trolů od Guillerma Del Toro | také tvůrce         |

### jako herec
| Rok        | Název                             | Role                    | Poznámky |
| ---------- | --------------------------------- | ----------------------- | -------- |
| 1993       | Cronos                            | Muž venčící psa         |          |
| 2000       | Toreador zkázy                    | toreador č.2            |          |
| 2004       | Hellboy                           | Muž převlečený za draka |          |
| 2007       | Deník mrtvých                     | Čtenář novin            |          |
| 2008       | Hellboy 2: Zlatá armáda           | Hlas příšery            |          |
| 2008       | Quantum of Solace                 | Různé hlasy             |          |
| 2011       | Nebojte se tmy                    | Hlas příšery            |          |
| 2011       | Kocour v botách                   | Muž s knírkem (hlas)    |          |
| 2012, 2016 | It's Always Sunny in Philadelphia | Pappy McPoyle           | 2 díly   |
| 2012       | El Santos vs. La Tetona Mendoza   | Gamborimbo Ponx (hlas)  |          |
| 2014       | Kniha života                      | Různé hlasy             |          |
| 2015       | Extraordinary Tales               | Různé hlasy             |          |
| 2019       | Death Stranding                   | Deadman                 |          |

## Ocenění
| Rok  | Práce                             | Ocenění                                             | Kategorie                              | Výsledek  |
| ---- | --------------------------------- | --------------------------------------------------- | -------------------------------------- | --------- |
| 1993 | Cronos                            | Ariel Awards                                        | Cena Ariel de Oro                      | vítězství |
| 1993 | Cronos                            | Ariel Awards                                        | nejlepší režie                         | vítězství |
| 1993 | Cronos                            | Ariel Awards                                        | nejlepší scénář                        | vítězství |
| 1993 | Cronos                            | Ariel Awards                                        | nejlepší první práce                   | vítězství |
| 1993 | Cronos                            | Ariel Awards                                        | nejlepší původní příběh                | vítězství |
| 1993 | Cronos                            | Filmový festival v Cannes                           | Cena Mercedes-Benz                     | vítězství |
| 1993 | Cronos                            | Filmový festival na Havaně                          | nejlepší první práce                   | vítězství |
| 1993 | Cronos                            | Filmový festival v Sitges                           | nejlepší film                          | nominace  |
| 1993 | Cronos                            | Filmový festival v Sitges                           | nejlepší scénář                        | vítězství |
| 1993 | Cronos                            | Mezinárodní filmový festival v Moskvě               | Zlatý Svatý George                     | nominace  |
| 1994 | Cronos                            | Mezinárodní filmový festival v Bruselu              | Stříbrná vrána                         | vítězství |
| 1995 | Cronos                            | Association of Latin Entertainment Critics Award    | nejlepší první práce                   | vítězství |
| 1997 | Mimic                             | Filmový festival v Sitges                           | nejlepší film                          | nominace  |
| 1998 | Mimic                             | ALMA Award                                          | nejlepší filmový latinský režisér      | nominace  |
| 1998 | Mimic                             | Cena Saturn                                         | nejlepší scénář                        | nominace  |
| 2002 |                                   | Filmový festival v Sitges                           | Ocenění Time-Machine Honorary          | vítězství |
| 2004 | Hellboy                           | Imagen Awards                                       | Kreativní ocenění za úspěch            | vítězství |
| 2004 | Hellboy                           | Imagen Awards                                       | nejlepší režie                         | vítězství |
| 2005 | Hellboy                           | Bram Stoker Award                                   | nejlepší scénář                        | nominace  |
| 2005 | Hellboy                           | Fangoria Chainsaw Awards                            | nejlepší scénář                        | nominace  |
| 2006 | Faunův labyrint                   | Austin Film Critics Association Awards              | nejlepší cizojazyčný film              | vítězství |
| 2006 | Faunův labyrint                   | Dublin Film Critics Circle Award                    | nejlepší režie                         | nominace  |
| 2006 | Faunův labyrint                   | Filmový festival v Cannes                           | Cena Palme d'Or                        | nominace  |
| 2006 | Faunův labyrint                   | Gotham Awards                                       | Ocenění za přispívání k filmům         | vítězství |
| 2007 | Faunův labyrint                   | Ariel Awards                                        | nejlepší režie                         | vítězství |
| 2007 | Faunův labyrint                   | Austin Film Critics Association Awards              | nejlepší film                          | nominace  |
| 2007 | Faunův labyrint                   | Austin Film Critics Association Awards              | nejlepší původní scénář                | vítězství |
| 2007 | Faunův labyrint                   | Association of Latin Entertainment Critics Award    | nejlepší film                          | vítězství |
| 2007 | Faunův labyrint                   | Cena Saturn                                         | nejlepší režie                         | nominace  |
| 2007 | Faunův labyrint                   | Cena Saturn                                         | nejlepší cizojazyčný film              | vítězství |
| 2007 | Faunův labyrint                   | Cena Saturn                                         | nejlepší scénář                        | nominace  |
| 2007 | Faunův labyrint                   | Empire Award                                        | nejlepší režie                         | nominace  |
| 2007 | Faunův labyrint                   | Fantasporto                                         | nejlepší cizojazyčný fantasy film      | vítězství |
| 2007 | Faunův labyrint                   | Film Critics Circle of Australia Award              | nejlepší cizojazyčný fantasy film      | nominace  |
| 2007 | Faunův labyrint                   | Filmová cena Britské akademie                       | nejlepší původní scénář                | nominace  |
| 2007 | Faunův labyrint                   | Filmová cena Britské akademie                       | nejlepší cizojazyčný film              | nominace  |
| 2007 | Faunův labyrint                   | Goya Awards                                         | nejlepší film                          | nominace  |
| 2007 | Faunův labyrint                   | Goya Awards                                         | nejlepší režie                         | nominace  |
| 2007 | Faunův labyrint                   | Goya Awards                                         | nejlepší původní scénář                | vítězství |
| 2007 | Faunův labyrint                   | Hugo Awards                                         | nejlepší filmové drama                 | vítězství |
| 2007 | Faunův labyrint                   | Imagen Award                                        | nejlepší režie                         | vítězství |
| 2007 | Faunův labyrint                   | Independent Spirit Awards                           | nejlepší film                          | nominace  |
| 2007 | Faunův labyrint                   | London Critics Circle Film Award                    | nejlepší režie                         | nominace  |
| 2007 | Faunův labyrint                   | London Critics Circle Film Award                    | nejlepší scénář                        | nominace  |
| 2007 | Faunův labyrint                   | Mezinárodní filmový festival v Palm Springs         | nejlepší cizojazyčný film              | vítězství |
| 2007 | Faunův labyrint                   | Národní společnost filmových kritiků                | nejlepší režie                         | nominace  |
| 2007 | Faunův labyrint                   | Online Film Critics Society Award                   | nejlepší režie                         | nominace  |
| 2007 | Faunův labyrint                   | Online Film Critics Society Award                   | nejlepší scénář                        | vítězství |
| 2007 | Faunův labyrint                   | Oscar                                               | nejlepší původní scénář                | vítězství |
| 2007 | Faunův labyrint                   | Oscar                                               | nejlepší cizojazyčný film              | nominace  |
| 2008 | Faunův labyrint                   | Bodil Award                                         | nejlepší cizojazyčný film              | vítězství |
| 2008 | Faunův labyrint                   | Cena Saturn                                         | Ocenění George Pala                    | vítězství |
| 2008 | Faunův labyrint                   | Empire Award                                        | ocenění za inspiraci                   | nominace  |
| 2008 | Faunův labyrint                   | Nebula Award                                        | nejlepší scénář                        | vítězství |
| 2009 | Hellboy 2: Zlatá armáda           | Cena Saturn                                         | nejlepší hororový film                 | vítězství |
| 2009 | Hellboy 2: Zlatá armáda           | Fangoria Chainsaw Awards                            | nejlepší scénář                        | nominace  |
| 2009 | Hellboy 2: Zlatá armáda           | Hugo Awards                                         | nejlepší filmové drama                 | nominace  |
| 2013 | Hobit: Neočekávaná cesta          | Hugo Awards                                         | nejlepší filmové drama                 | nominace  |
| 2013 | Pacific Rim – Útok na Zemi        | Hollywoodský filmový festival                       | nejlepší film                          | nominace  |
| 2014 | Pacific Rim – Útok na Zemi        | Hugo Awards                                         | nejlepší filmové drama                 | nominace  |
| 2014 | Pacific Rim – Útok na Zemi        | Cena Saturn                                         | nejlepší režie                         | nominace  |
| 2014 | Pacific Rim – Útok na Zemi        | Ray Bradbury Award                                  | nejlepší filmové drama                 | nominace  |
| 2014 | Simpsonovi                        | Cena Annie                                          | nejlepší výprava v televizní produkci“ | nominace  |
| 2015 | Hobit: Šmakova dračí poušť        | Cena Saturn                                         | nejlepší scénář                        | nominace  |
| 2016 | Purpurový vrch                    | Cena Saturn                                         | nejlepší hororový film                 | vítězství |
| 2016 | Purpurový vrch                    | Cena Saturn                                         | nejlepší režie                         | nominace  |
| 2016 | Purpurový vrch                    | Cena Saturn                                         | nejlepší scénář                        | nominace  |
| 2016 | Purpurový vrch                    | Fangoria Chainsaw Awards                            | nejlepší film                          | nominace  |
| 2017 | Lovci trolů od Guillerma Del Toro | Cena Emmy                                           | nejlepší animovaný program             | nominace  |
| 2017 | Lovci trolů od Guillerma Del Toro | Cena Emmy                                           | nejlepší režie animovaného programu    | vítězství |
| 2017 | Tvář vody                         | Benátský filmový festival                           | Zlatý lev                              | vítězství |
| 2017 | Tvář vody                         | Boston Society of Film Critics Award                | nejlepší režie                         | 2. místo  |
| 2017 | Tvář vody                         | Dallas–Fort Worth Film Critics Association          | nejlepší režie                         | vítězství |
| 2017 | Tvář vody                         | Dallas–Fort Worth Film Critics Association          | nejlepší scénář                        | nominace  |
| 2017 | Tvář vody                         | Detroit Film Critics Society Award                  | nejlepší režie                         | nominace  |
| 2017 | Tvář vody                         | Detroit Film Critics Society Award                  | nejlepší scénář                        | nominace  |
| 2017 | Tvář vody                         | Florida Film Critics Circle Award                   | nejlepší režie                         | nominace  |
| 2017 | Tvář vody                         | Florida Film Critics Circle Award                   | nejlepší scénář                        | nominace  |
| 2017 | Tvář vody                         | Chicago Film Critics Association Award              | nejlepší režie                         | nominace  |
| 2017 | Tvář vody                         | Chicago Film Critics Association Award              | nejlepší scénář                        | nominace  |
| 2017 | Tvář vody                         | Los Angeles Film Critics Association Award          | nejlepší režie                         | vítězství |
| 2017 | Tvář vody                         | Online Film Critics Society Award                   | nejlepší režie                         | 2. místo  |
| 2017 | Tvář vody                         | Online Film Critics Society Award                   | nejlepší původní scénář                | nominace  |
| 2017 | Tvář vody                         | San Diego Film Critics Society Award                | nejlepší režie                         | nominace  |
| 2017 | Tvář vody                         | San Francisco Film Critics Circle Award             | nejlepší režie                         | vítězství |
| 2017 | Tvář vody                         | San Francisco Film Critics Circle Award             | nejlepší původní scénář                | nominace  |
| 2017 | Tvář vody                         | St. Louis Gateway Film Critics Association Award    | nejlepší režie                         | vítězství |
| 2017 | Tvář vody                         | St. Louis Gateway Film Critics Association Award    | nejlepší scénář                        | vítězství |
| 2017 | Tvář vody                         | Washington D.C. Area Film Critics Association Award | nejlepší režie                         | nominace  |
| 2017 | Tvář vody                         | Washington D.C. Area Film Critics Association Award | nejlepší scénář                        | nominace  |
| 2018 | Tvář vody                         | AACTA International Award                           | nejlepší režie                         | nominace  |
| 2018 | Tvář vody                         | Cena Saturn                                         | nejlepší režie                         | nominace  |
| 2018 | Tvář vody                         | Cena Saturn                                         | nejlepší scénář                        | nominace  |
| 2018 | Tvář vody                         | Critics' Choice Movie Awards                        | nejlepší film                          | vítězství |
| 2018 | Tvář vody                         | Critics' Choice Movie Awards                        | nejlepší režie                         | vítězství |
| 2018 | Tvář vody                         | Critics' Choice Movie Awards                        | nejlepší původní scénář                | nominace  |
| 2018 | Tvář vody                         | Directors Guild of America Award                    | nejlepší režie – film                  | vítězství |
| 2018 | Tvář vody                         | Filmová cena Britské akademie                       | nejlepší film                          | nominace  |
| 2018 | Tvář vody                         | Filmová cena Britské akademie                       | nejlepší režie                         | vítězství |
| 2018 | Tvář vody                         | Filmová cena Britské akademie                       | nejlepší původní scénář                | nominace  |
| 2018 | Tvář vody                         | Houston Film Critics Society Award                  | nejlepší režie                         | nominace  |
| 2018 | Tvář vody                         | London Film Critics' Circle Award                   | nejlepší režie                         | nominace  |
| 2018 | Tvář vody                         | Oscar                                               | nejlepší film                          | vítězství |
| 2018 | Tvář vody                         | Oscar                                               | nejlepší režie                         | vítězství |
| 2018 | Tvář vody                         | Oscar                                               | nejlepší původní scénář                | nominace  |
| 2018 | Tvář vody                         | Producers Guild of America Awards                   | nejlepší producenti – film             | vítězství |
| 2018 | Tvář vody                         | Zlatý glóbus                                        | nejlepší režie                         | vítězství |
| 2018 | Tvář vody                         | Zlatý glóbus                                        | nejlepší film – drama                  | nominace  |
| 2018 | Tvář vody                         | Zlatý glóbus                                        | nejlepší scénář                        | nominace  |